# Only One Life: The Songs of Jimmy Webb
| Críticas profissionais | Críticas profissionais |
| Avaliações da crítica  | Avaliações da crítica  |
| Fonte                  | Avaliação              |
| ---------------------- | ---------------------- |
| Allmusic               | [ 1 ]                  |

Only One Life: The Songs of Jimmy Webb é um álbum de estúdio do cantor e pianista norte-americano Michael Feinstein, lançando em outubro de 2003 pela Concord Records. O álbum foi gravado em homenagem ao compositor Jimmy Webb.

## Faixas
Todas as músicas foram escritas por Jimmy Webb.
- "After All the Loves of My Life"/ "Only One Life" – 7:01
- "Didn't We" – 4:21
- "Belmont Avenue" – 4:26
- "Up, Up and Away" – 4:18
- "She Moves, Eyes Follow" – 4:18
- "All I Know" – 4:06
- "The Moon Is a Harsh Mistress" – 4:20
- "Adios" – 4:04
- "Skywriter" – 5:06
- "Is There Love After You?" – 4:29
- "Louisa Blu" – 4:09
- "Time Flies" – 3:48
- "These Are All Mine" – 4:58
- "Piano" – 3:58
- "Only One Life" – 4:29[1]